# Steginoporellidae
Steginoporellidae zijn een familie van mosdiertjes (Bryozoa) uit de orde van de Cheilostomatida. De wetenschappelijke naam ervan is in 1884 voor het eerst geldig gepubliceerd door Thomas Hincks.

## Geslachten
- Labioporella Harmer, 1926
- Siphonoporella Hincks, 1880
- Steginoporella Smitt, 1873